# Tour Ivoirien de la Paix
Il Tour Ivoirien de la Paix (it. Giro Ivoriano della Pace) è una corsa a tappe maschile di ciclismo su strada che si svolge in Costa d'Avorio. Fa parte dell'UCI Africa Tour come evento di classe 2.1.
La corsa fu creata nel 2008 per aggiungere nuovi eventi al calendario del circuito continentale africano. Nel 2009 e nel 2010 non è stata organizzata.

## Albo d'oro
Aggiornato all'edizione 2008.
| Anno | Vincitore    | Secondo          | Terzo            |
| ---- | ------------ | ---------------- | ---------------- |
| 2008 | Rony Martias | Sébastien Turgot | Jean-Marc Marino |